# Heitor de Araújo Sales

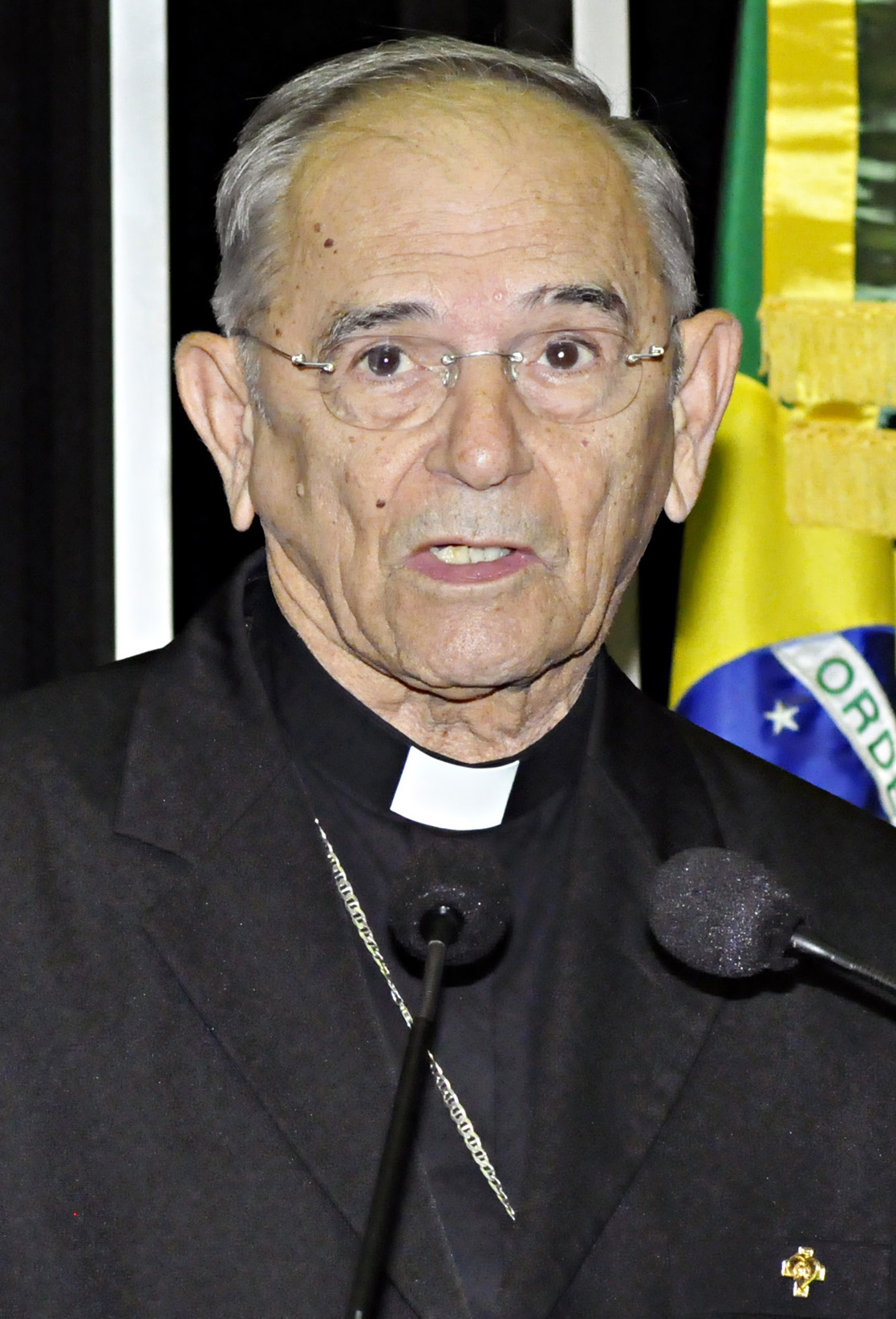

Heitor de Araújo Sales (* 29. Juli 1926 in São José de Mipibu, Rio Grande do Norte, Brasilien) ist ein brasilianischer Geistlicher und emeritierter römisch-katholischer Erzbischof von Natal.

## Leben
Heitor de Araújo Sales, der Bruder von Kardinal Eugênio de Araújo Sales, empfing am 3. Dezember 1950 die Priesterweihe für das Bistum Caicó.
Papst Paul VI. ernannte ihn am 5. Mai 1978 zum Bischof von Caicó. Sein Bruder Eugênio, Erzbischof von São Sebastião do Rio de Janeiro, spendete ihm am 16. Juli desselben Jahres die Bischofsweihe; Mitkonsekratoren waren Nivaldo Monte, Erzbischof von Natal, und Manuel Tavares de Araújo, emeritierter Bischof von Caicó. 
Am 27. Oktober 1993 wurde Heitor de Araújo Sales zum Erzbischof von Natal ernannt. Am 26. November 2003 nahm Papst Johannes Paul II. sein aus Altersgründen vorgebrachtes Rücktrittsgesuch an.